# Aporrhaidae
Aporrhaidae (nomeadas, em inglês, pelican's-foot -sing.; na tradução para o português, "pé de pelicano") é uma pequena família de moluscos gastrópodes marinhos, classificada por John Edward Gray, em 1850, e pertencente à subclasse Caenogastropoda, na ordem Littorinimorpha. Sua distribuição geográfica abrange os bentos do norte do oceano Atlântico; em costas europeias, incluindo o mar Mediterrâneo até África Ocidental e Angola (gênero Aporrhais), e na América do Norte (gênero Arrhoges). Esta família tem alguma importância comercial, especialmente para a pesca, além de apresentar um grande número de taxa extintos: Araeodactylus, Dicroloma, Drepanocheilus, Helicaulax, Hemichenopus, Perissoptera, Struthioptera e Tessarolax.

## Descrição e hábitos
Compreende espécies de concha pequena a mediana (entre os menos de 3 centímetros de Aporrhais senegalensis e os mais de 7 centímetros de Arrhoges occidentalis), pouco coloridas; com uma série de nós axiais, em sua espiral, que se prolongam até a borda da concha; geralmente formando prolongamentos digitiformes agudos, em um lábio externo expandido, com formato de aba, o que lhes deu a semelhança com pés de aves. Possuem um pequeno opérculo e não têm olhos móveis, como os Strombidae; em vez disso, seus olhos estão fixos na base de cada tentáculo. O animal se movimenta em pequenas estocadas, com seu pé achatado, o que torna o seu movimento interrompido. Formas juvenís de Aporrhais não possuem o lábio externo dilatado, com seus prolongamentos característicos.

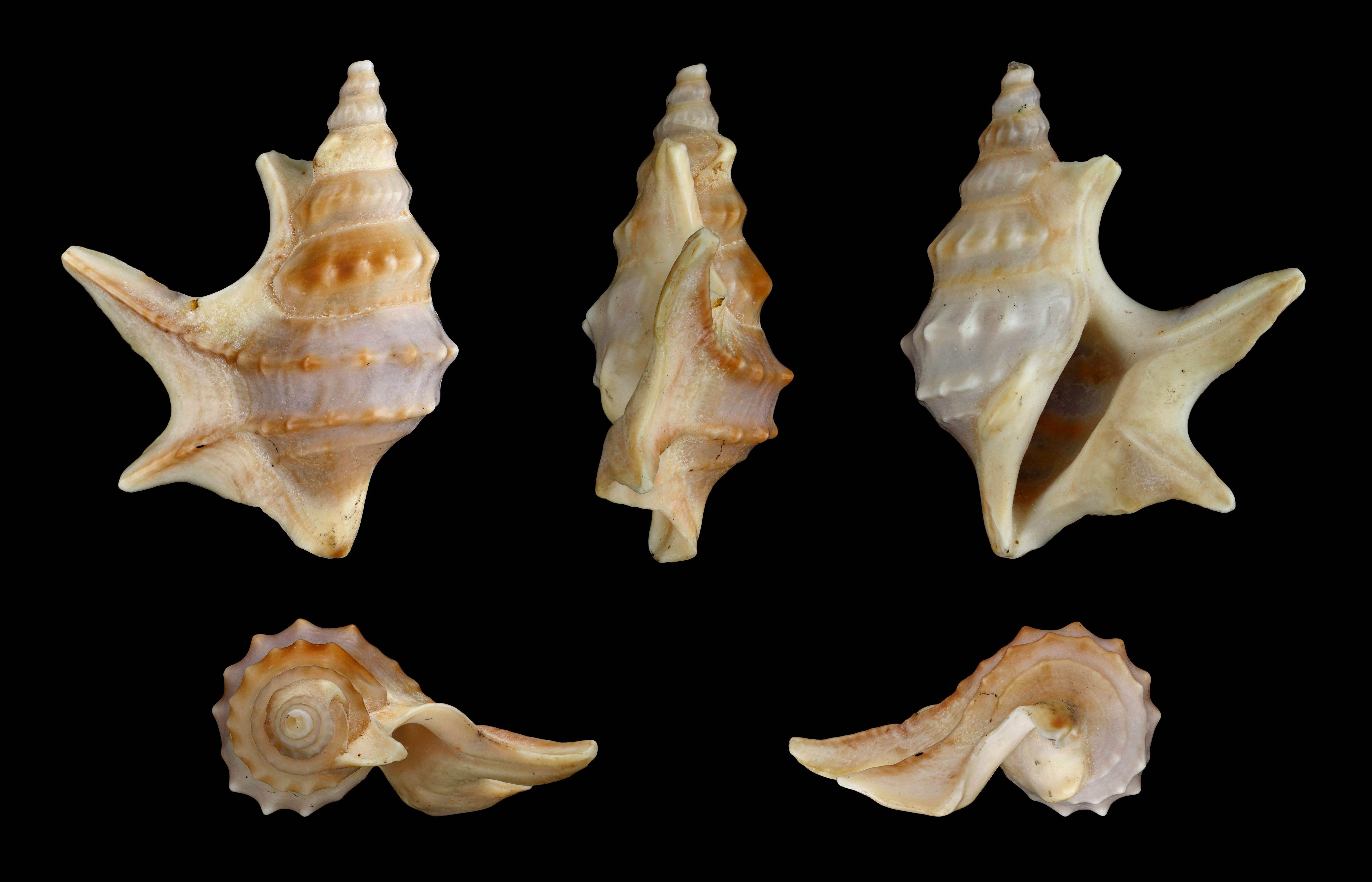
Cinco vistas da concha de Aporrhais pespelecani (Linnaeus, 1758), encontrada no mar Mediterrâneo; onde foi coletado este espécime.[2] Espécie-tipo dos Aporrhais.

## Habitat e alimentação
Vivem principalmente na zona nerítica, entre dez a duzentos metros de profundidade (LINDNER cita 2.000 metros para Aporrhais serresiana), parcialmente submersos em substrato arenoso-lodoso, alimentando-se de pequenas presas e detritos. Às vezes suas populações são muito grandes.

## Classificação deAporrhaidae: gêneros viventes e espécies

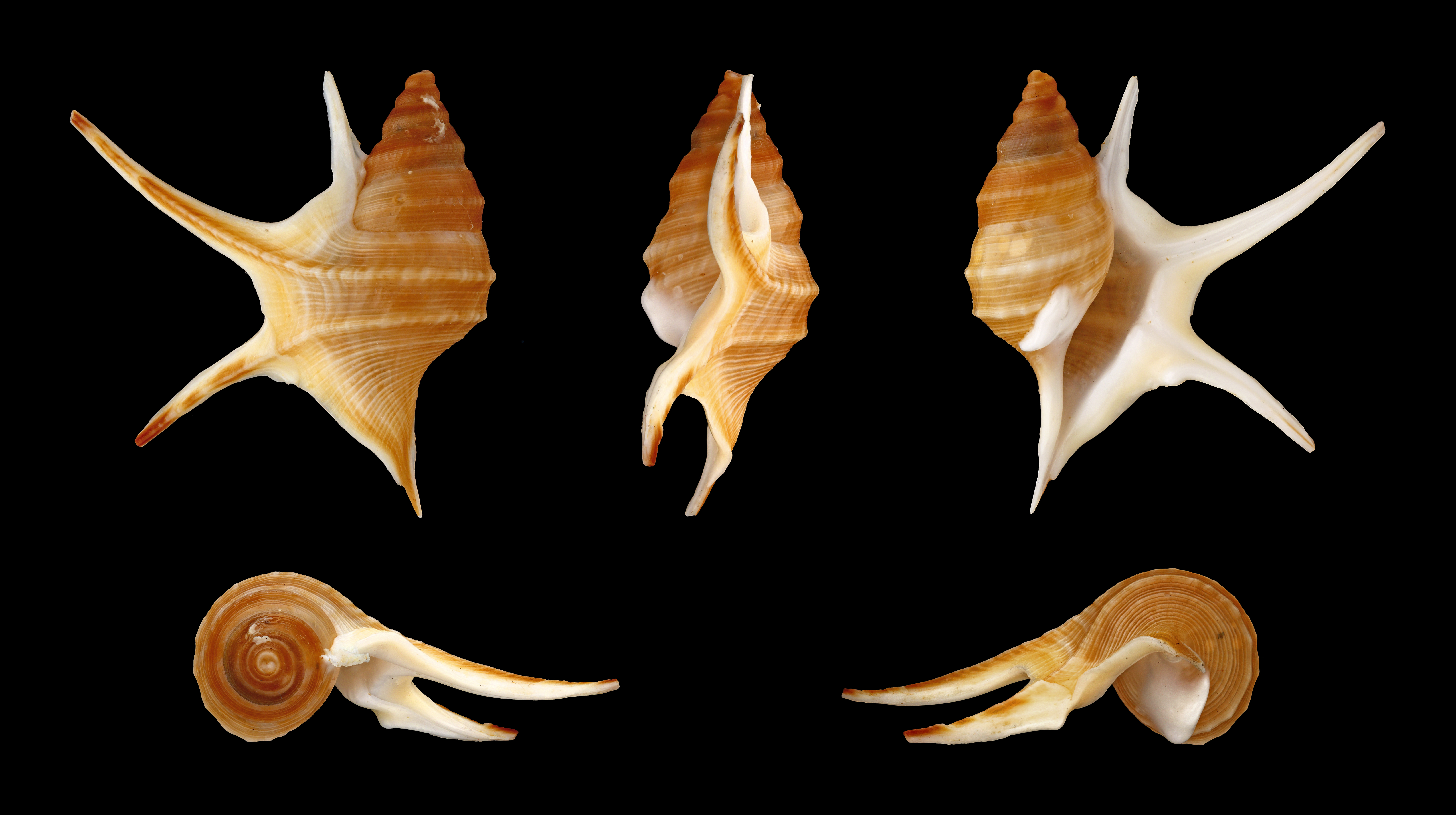
Cinco vistas da concha de Aporrhais pesgallinae Barnard, 1963, encontrada no sudoeste da África, até Angola; onde foi coletado este espécime.

De acordo com o World Register of Marine Species, suprimidos os sinônimos e gêneros extintos.
gênero Aporrhais da Costa, 1778
espécie Aporrhais pespelecani (Linnaeus, 1758) common pelican's-foot
espécie Aporrhais serresiana (Michaud, 1828) Mediterranean pelican's-foot
espécie Aporrhais senegalensis Gray, 1838 Senegal pelican's-foot
espécie Aporrhais pesgallinae Barnard, 1963 African pelican's-foot
espécie Aporrhais elegantissima Parenzan, 1970
gênero Arrhoges Gabb, 1868
espécie Arrhoges occidentalis (Beck, 1836) American pelican's-foot
- Cinco vistas da concha de Aporrhais pesgallinae Barnard, 1963, encontrada no sudoeste da África, até Angola; onde foi coletado este espécime.[2]